# Deutscher Filmpreis
De Deutscher Filmpreis (vertaald Duitse Filmprijs, voorheen de Bundesfilmpreis/Bondsfilmprijs), ook bekend als Lola, wordt gezien als belangrijkste prijs voor de Duitse film. De prijs is het belangrijkste onderdeel van de bevordering van de filmproductie in de Bondsrepubliek Duitsland. De prijs is gedoteerd met een prijzengeld van drie miljoen euro.
De Duitse filmprijs wordt sinds 1951 uitgereikt. Tot 1998 gebeurde dat door het Duitse Ministerie van Binnenlandse Zaken en sinds 1999 door juryleden die een volmacht hebben gekregen van het Ministerie van Cultuur en Media. Tot 2004 bestond de commissie ook uit politici en vertegenwoordigers van de kerk. De idee van de proportionele representatie uit het particratisch denken werd sterk bekritiseerd. In navolging van de Academy Awards in de Verenigde Staten werd daarom een nieuw systeem ingevoerd, waar het door een academie wordt uitgegeven. Voor dit doel werd de Deutsche Filmakademie opgericht die de jury sinds 2005 samenstelt.